# Bāshqūrtārān
Bāshqūrtārān (persiska: باش قورتاران, باش قوتران, بَشگُّر تَرَن, باشقورتاران, Bāsh Qūrtārān) är en ort i Iran.   Den ligger i provinsen Hamadan, i den nordvästra delen av landet, 300 km väster om huvudstaden Teheran. Bāshqūrtārān ligger 1 739 meter över havet och antalet invånare är 288.
Terrängen runt Bāshqūrtārān är varierad.Runt Bāshqūrtārān är det ganska tätbefolkat, med 52 invånare per kvadratkilometer. Närmaste större samhälle är Qohord-e Pā'īn, 19,2 km söder om Bāshqūrtārān. Trakten runt Bāshqūrtārān består i huvudsak av gräsmarker.